# Amszterdam villamosvonal-hálózata
Amszterdam villamosvonal-hálózata (holland nyelven: Amszterdamse tram) egy villamoshálózat Hollandia fővárosában, Amszterdamban. A villamoshálózat a legnagyobb Hollandiában és az egyik legnagyobb Európában. A városban a villamos vonalak hossza 80,5 km (az össz-vágányhossz 200 km), mely 1435 mm-es nyomtávolságú és 600 V egyenárammal villamosított. A hálózaton 650 kitérő található. Üzemeltetője a Gemeente Vervoer Bedrijf.
2019-ben összesen 200 villamoskocsi volt szolgálatban, ebből 24 jármű a kétirányú forgalomra is alkalmas, az ötös viszonylathoz, melynek végein nincs hurokvágány.

## Járatok
Amszterdamban 2018-ban az alábbi villamosviszonylatok közlekedtek: 
- 1 – Muiderpoort Station – Leidseplein – Surinameplein – Lelylaan Station – Osdorp De Aker (Matterhorn)
- 2 – Amsterdam Centraal – Leidseplein – Hoofddorpplein – Nieuw Sloten (Oudenaardeplantsoen)
- 3 – Zoutkeetsgracht – Museumplein – Ceintuurbaan – Muiderpoortstation - Flevopark
- 4 – Amsterdam Centraal – Frederiksplein – Station RAI
- 5 – Westergasfabriek – Leidseplein – Museumplein – Station Zuid – Amstelveen (Binnenhof)
- 7 – Slotermeer – Leidseplein – Weesperplein – Muiderpoort Station - Azartplein
- 11 – Amsterdam Centraal – Leidseplein – Surinameplein
- 12 – Amsterdam Centraal – Museumplein – Ceintuurbaan – Amstelstation
- 13 – Amsterdam Centraal – Rozengracht – Mercatorplein – Geuzenveld (Lambertus Zijlplein)
- 14 – Amsterdam Centraal – Dam – Plantage – Flevopark
- 17 – Amsterdam Centraal – Rozengracht – Kinkerstraat – Station Lelylaan – Osdorp (Dijkgraafplein)
- 19 – Sloterdijk Station – Plantage – Watergraafsmeer – Diemen (Sniep)
- 24 – Amsterdam Centraal – Vijzelstraat – Museumplein – Ferdinand Bolstraat – Amstelveenseweg – VU Medisch Centrum.
- 26 – Amsterdam Centraal – Rietlandpark – Piet Heintunnel – IJburg (IJburglaan)

## Járművek
Jelenleg a városban négyféle típus közlekedik. Érdekesség, hogy a Budapesten is látható Siemens Combino villamosok egy altípusa is megtalálható a városban. A legfőbb különbség az, hogy az amszterdami kocsik csak egy irányba tudnak közlekedni.

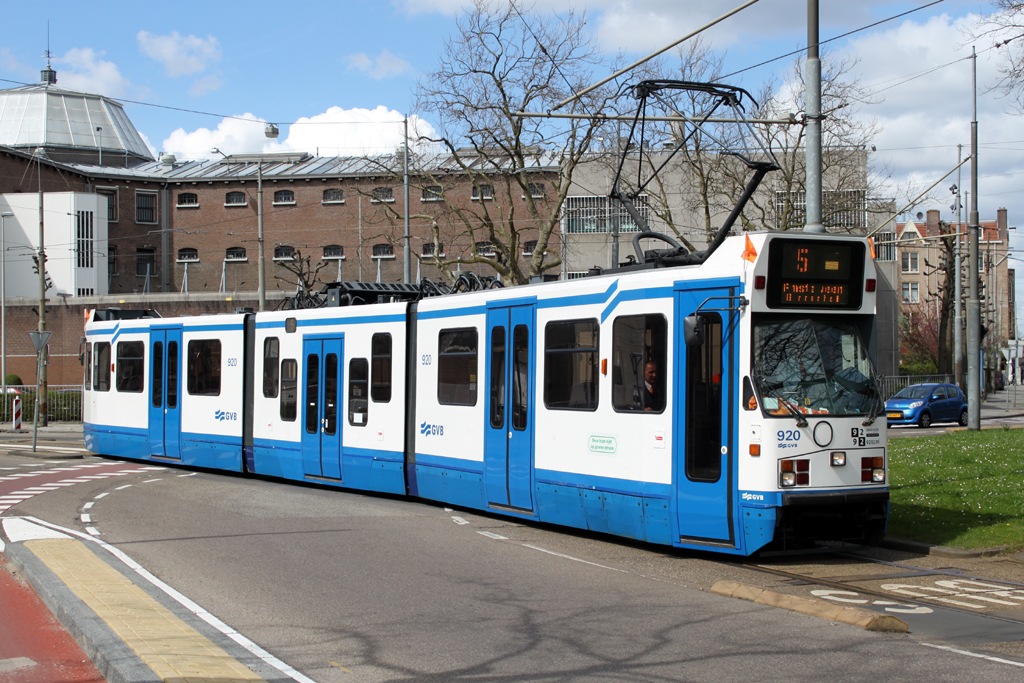
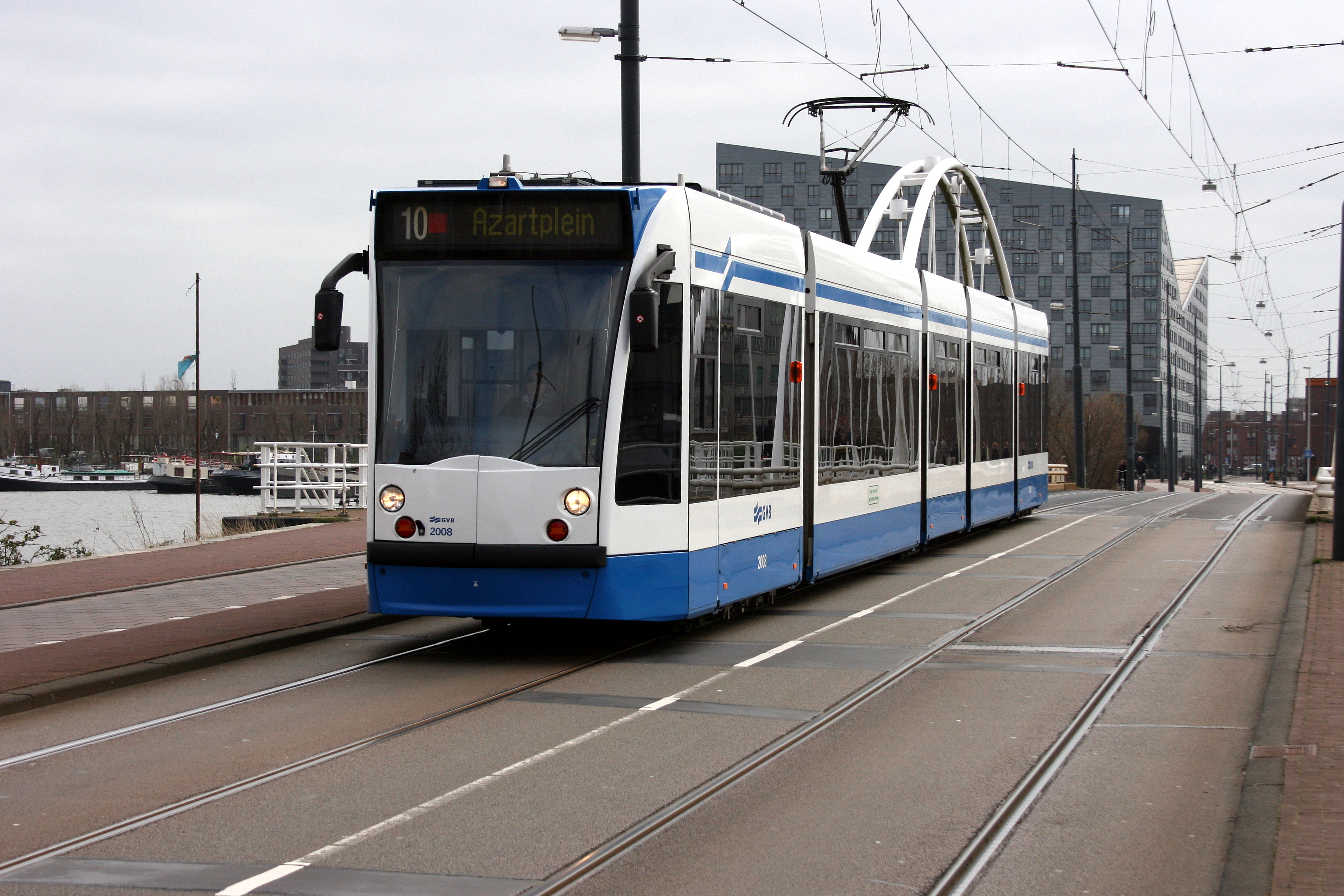
Siemens Combino
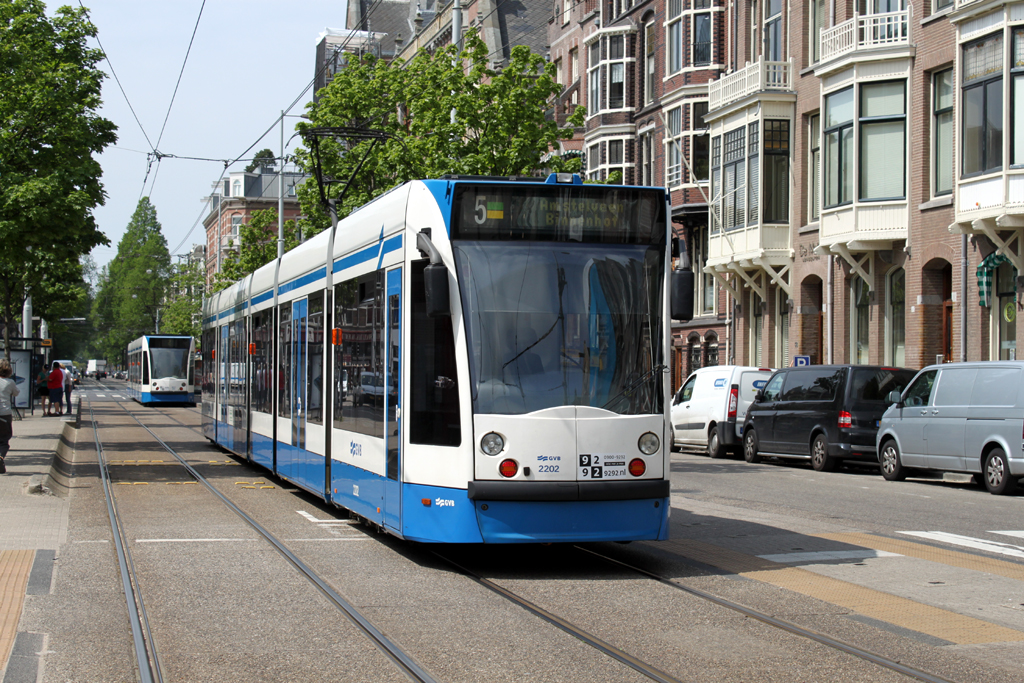
Siemens Combino